# ハースストーン
『ハースストーン（Hearthstone）』はブリザード・エンターテイメントが開発したデジタルコレクティブルカードゲーム（CCG）。2013年の3月にPenny Arcade Expoにて発表され、2014年3月11日にリリースされた。
『ウォークラフト』シリーズの世界観を背景とする、デジタルカードゲームとして開発された。リリース当初の名称は『Hearthstone: Heroes of Warcraft』であった。

## 概要
基本プレイ無料。ゲーム内でアイテム課金をすることで、パックを購入してカードを集めたり、カードの見た目を変更したりできる。2015年には2500万アカウントを記録し、2018年11月には、ブリザード・エンターテイメントは、プレイヤーが1億人を越えたことを祝してプレイヤーにゲーム内アイテムを配布した。
リリース当初は日本語に対応していなかったが、2015年10月3日に秋葉原で開催されたイベントで日本語対応を発表、同年10月21日（日本時間）に実施されたクライアントアップデートで日本語が追加された。
ゲームはPCやスマートフォンなど様々なプラットフォーム上で提供されているが、収集したカードなどのゲームデータはBattle.netアカウント毎に管理されているため、同一のBattle.netアカウントでログインすれば常にそれまでのゲームデータの続きからプレイすることができる。

## ゲームシステム
『ハースストーン』のゲーム内では、現在５つのゲームモードを遊ぶことができる。下記では、サービス開始当初からあるメインの対戦モード（ゲーム内で「ハースストーン」と呼称される）について記述する。
『ハースストーン』のメインモードでは、１対１で対戦を行う。自分のターンに手札からカードを使用し、「呪文」を唱えたり、「武器」を装備したり、「ミニオン」を召喚して戦わせたりして、相手の体力を先に0にしたほうの勝利となる。
ターン制カードゲームである『ハースストーン』では、相手のターン中の行動はきわめて限られている。後述する「秘策」カードを用いてのみ、相手の行動に対して即座に反応することができるが、それも特定の条件を満たした際に自動発動するものであり、プレイヤーが操作して対処を選べるというものではない。
プレイヤーは10種類の「クラス」の中から１種を選択し、そのクラスの「ヒーロー」として対戦を行う。これらのクラスやヒーローは、「ウォークラフト」の設定から持ち込まれたものである。「酒場の喧嘩」や「ソロ・アドベンチャー」のゲームモードではこれらとは異なる、特殊なクラスやヒーローをプレイできることもある。
各ヒーローの初期体力は30ポイントである。対戦の最初に、先手と後手がランダムに決定される。先手プレイヤーは3枚、後攻プレイヤーは4枚のカードを各々のデッキから引く。デッキは30枚のカードで構成される。プレイヤーは最初に引いたカードを見て、任意の枚数をデッキに戻し、それと同じ枚数を引き直すことができる。これは「マリガン」と呼ばれている。マリガン後、後手番のプレイヤーは「コイン」という「呪文」カードを得る。これは、『ハースストーン』のルール上発生すると思われる、先手番の有利を調整するためのものである。

### カード
『ハースストーン』に登場し、デッキに入れることのできるカードを種類ごとに説明する。同じ名称のカードは1つのデッキに2枚まで入れることができるが、「レジェンダリー」という最高レアのカードだけは1枚しか入れられない。
ミニオンカード
自身の場にミニオンを出す。クラス専用のミニオンと、あらゆるクラスのデッキに入れることのできる「中立」のミニオンがいる。
場に召喚されたミニオンは、相手のヒーローやミニオンを攻撃することができる。通常、場に出たターンは攻撃を行うことができず、次の自分のターンより攻撃が可能となる。
ミニオンにはそれぞれ攻撃力と体力が設定されている。攻撃力は、そのミニオンが攻撃を行った際に対象に与えるダメージを意味している。ダメージを受けるとその分体力が減少し、0を下回った場合は破壊される。
ミニオンがミニオンに攻撃を行った場合、攻撃したミニオンがダメージを与えるだけでなく、攻撃されたミニオンも同様に攻撃力の値のダメージを攻撃したミニオンに与える。ミニオンがヒーローに攻撃した場合は、ヒーローに攻撃力があったとしても、攻撃したミニオンはダメージを受けない。
さまざまな能力を持ったミニオンカードがある。一例として、手札から使用された場合に効果を発揮する「雄叫び」能力や、場で破壊された場合に効果を発揮する「断末魔」、場に出したターンから攻撃が可能な「突撃」などがある。

呪文カード
呪文を唱えて、何らかの効果をもたらす。すべての呪文カードは、カードに指定されたクラスでのみデッキに入れることができる。
ミニオンカードと異なりミニオンが場に出ないぶん、強力な効果で一気に形成を逆転させたり、デッキや場に永続的な影響を与えてより有利な状況を作り出すことができる。
例えば、「フレイムストライク」はメイジ専用の呪文で、プレイするとすべてのミニオンに5点のダメージを与える。
秘策カード
使用時は何も起きないが、使用後に対戦相手のターン中にカードに指定された条件が満たされると自動的に効果が発動する。呪文カードの一種であり、そのため呪文カード同様、カードに指定されたクラスでのみデッキに入れることができる。
使用しても対戦相手には発動条件や効果は伏せられたままであり、見ることができない。条件が満たされるか、破壊された際にそれらの情報は公開される。
クエストカード
使用時は何も起きないが、使用後にカードに指定された条件が満たされるとその「報酬」を手に入れることができる。呪文カードの一種であり、そのため呪文カード同様、カードに指定されたクラスでのみデッキに入れることができる。効果発動にはクエストを使用したプレイヤー自身が条件を満たす必要があるが、条件を満たすのは相手のターンにも行える。
デッキに入っている場合、必ずゲーム開始時の手札の一番左に引く。
同時に複数のクエストを進行させることはできない。
武器カード
自身のヒーローが武器を装備する。すべての武器カードは、カードに指定されたクラスでのみデッキに入れることができる。
武器には攻撃力と耐久値が設定されている。武器を装備している間、ヒーローはその武器の攻撃力を得る。ヒーローが攻撃力を持っている場合、ミニオン同様ヒーローやミニオンに攻撃を行うことができる。耐久値が0になったとき、その武器は破壊される。
ミニオン同様、さまざまな効果を持った武器カードがある。例えば、「トゥルーシルバー・チャンピオン」はパラディン専用の武器で、装備しているヒーローが攻撃する際にそのヒーローの体力を２点回復する。
ヒーローカード
ヒーローを現在のものからそのカードのものに変更する。すべてのヒーローカードは、カードに指定されたクラスで１枚のみデッキに入れることができる。
ヒーローを変更するため、後述する「ヒーローパワー」も変更される。またその際に、ダメージをその値分軽減する「装甲」を得る。
カードを使うためには、カードごとに設定されたマナコストを支払う必要がある。マナを生み出す「マナクリスタル」は、最初のターンには1つしかないが、自分のターンごとに1ずつ増え10個まで増加する。マナクリスタルは自分のターン開始時にその時の最大値まで未使用の状態に戻る。前のターンで使用しなかったマナの持ち越しはできない。
カードとは別に、マナコストを支払って、自身のヒーローの持つ特殊能力「ヒーローパワー」を使用することもできる。ヒーローパワーは下記のようにクラスと対応しており、これらのヒーローパワーはすべて１ターンに１回のみ発動できる。
メイジ
選んだ対象に1ダメージを与える。
デーモンハンター
1ターンの間自身のヒーローの攻撃力を+1する。
ドルイド
自身のヒーローの攻撃力を1ターンの間+1し、装甲を1得る。
ハンター
敵ヒーローに2ダメージを与える。
パラディン
1/1の「シルバーハンド新兵」を1体召喚する。
プリースト
選んだ対象の体力を2回復する。
ローグ
自身のヒーローが攻撃力1/耐久力2の武器を装備する。
シャーマン
3種類のトーテムの中で、場に存在しないもののうち1つをランダムで選び場に出す。
ウォーロック
自身のヒーローの体力を2失い、カードを1枚引く。
ウォリアー
自身のヒーローが装甲を2得る。

## 大会
世界大会が行われており、2014年の優勝者には、10万ドル（約1,000万円）の賞金が与えられた。